# Squatina tergocellata
Squatina tergocellata McCullock, 1914, o squalo angelo ornato, è una specie di squalo appartenente alla famiglia Squatinidae.

## Descrizione
Gli adulti raggiungono più o meno i 15 kg di peso, il loro corpo è di un grigiastro simile alla nebbia, con chiazze bianche sparse sul dorso; dalla bocca, nerastra, partono due barbigli. La coda nella parte superiore è grigia e lucente con i bordi neri, nella parte inferiore di essa si trova un disegno geometrico rosso.
Lo squalo angelo ornato si nutre di polpi, serpenti marini e di crostacei vari. La riproduzione di questo squalo è ovovivipara.

## Distribuzione e habitat
Si trova principalmente nell'Australia meridionale in ambienti marini, ad una profondità media di 130-140 metri circa.